# Watatsu-jinja
Le Watatsu-jinja (度津神社) est un sanctuaire shinto situé à Sado, île de la mer du Japon, préfecture de Niigata.

## Histoire
Le Watatsu-jinja est un sanctuaire shinto établi avant le Xe siècle, à Sado, au Japon. Le kami vénéré est Isonotakeru no mikoto (五十猛命), qui passe pour avoir enseigné la fabrication navale et l'usage des bateaux aux Japonais.
Chaque année à la fin du mois d'avril est organisée au sanctuaire branche de la ville d'Hamochi une compétition de tir à l'arc à dos de cheval (yabusame).
Watatsu est le principal sanctuaire shinto (ichi-no-miya) de l'ancienne province de Sado. C'est à présent l'un des ichi-no-miya de la préfecture de Niigata.
Dans le système moderne de classement des sanctuaires shinto, le Watatsu-jinja est répertorié parmi les sanctuaires nationaux importants de troisième rang ou kokuhei shōsha (国幣小社).

Éléments architecturaux du Watatsu-jinja
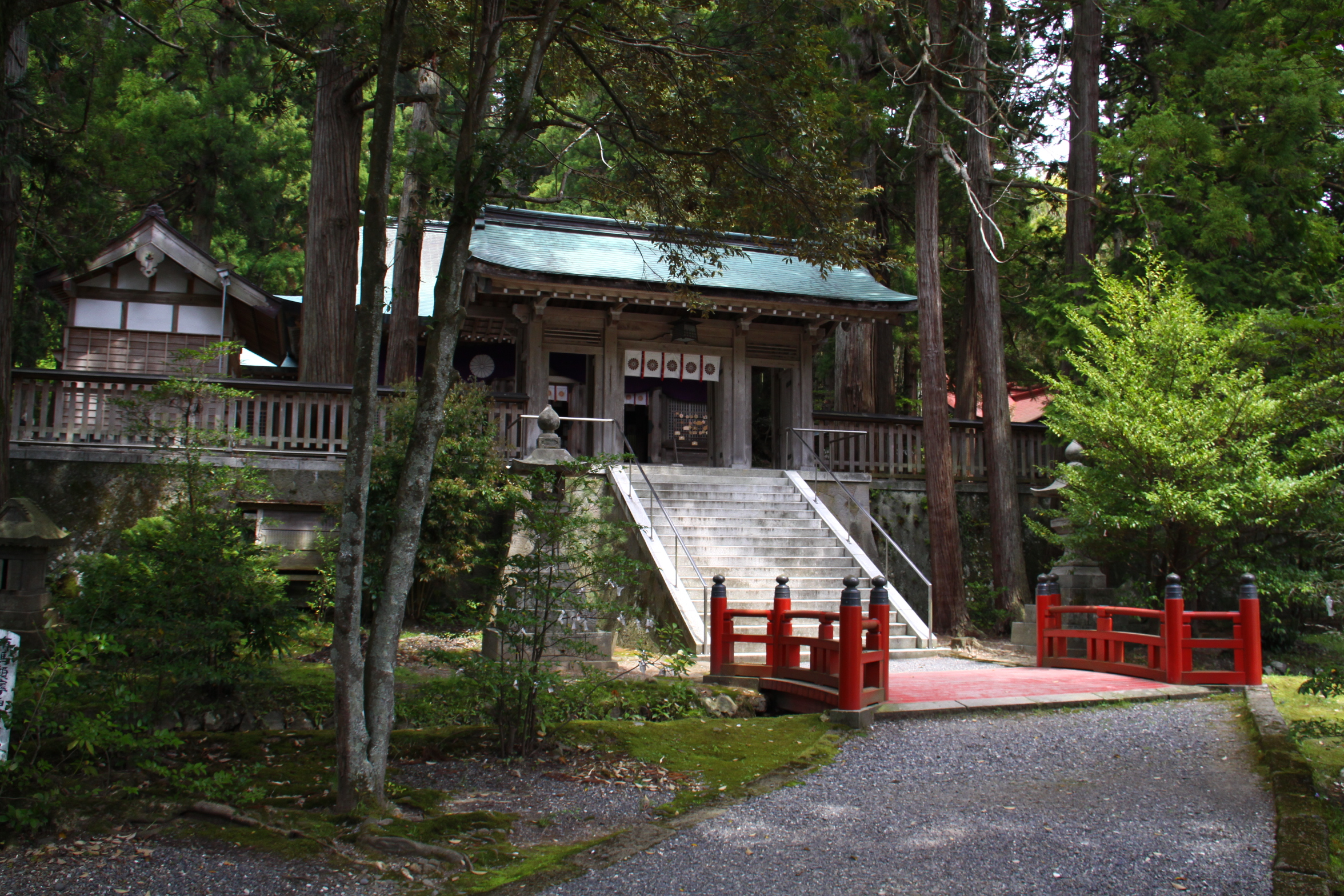
Sanmon.
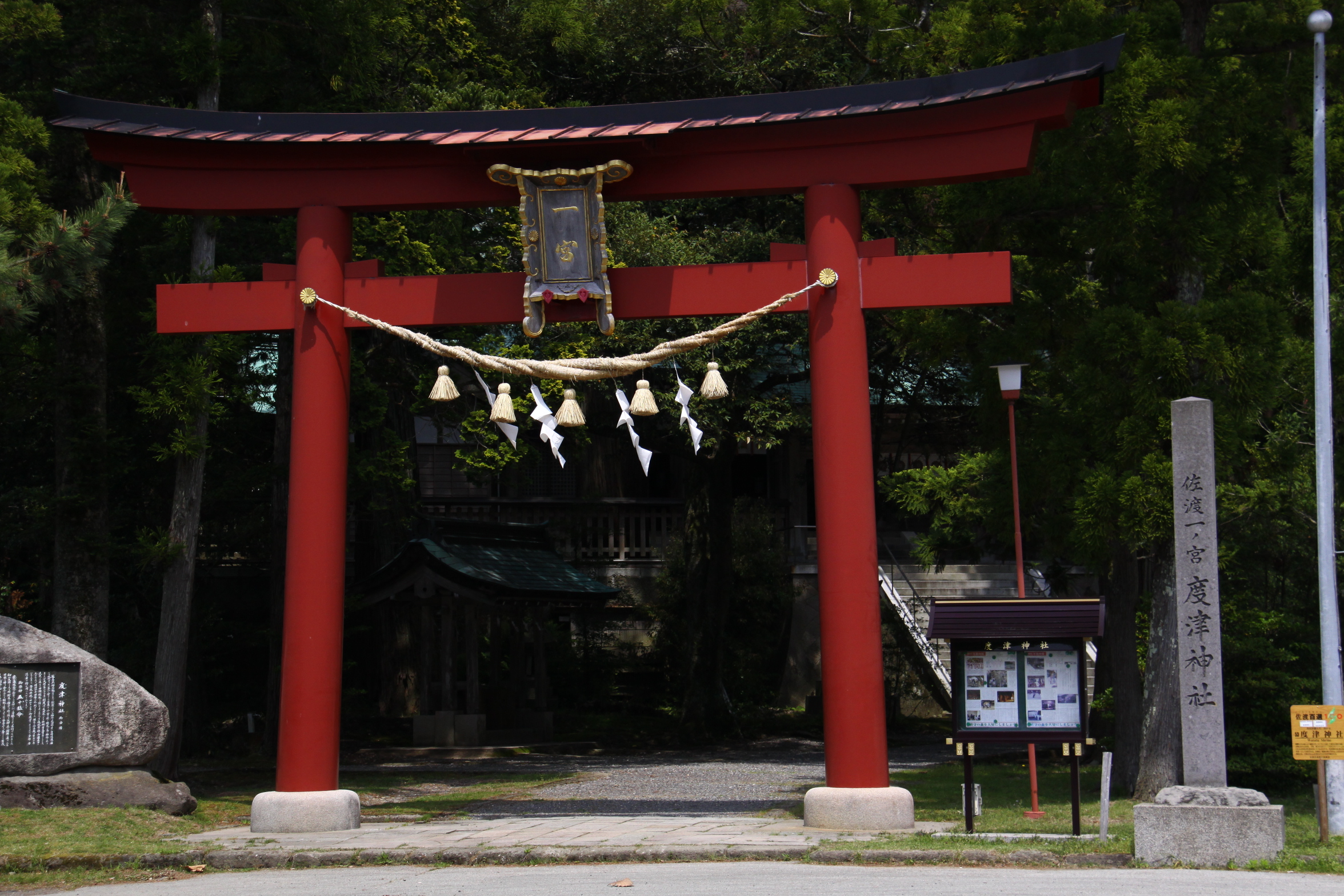
Torii.
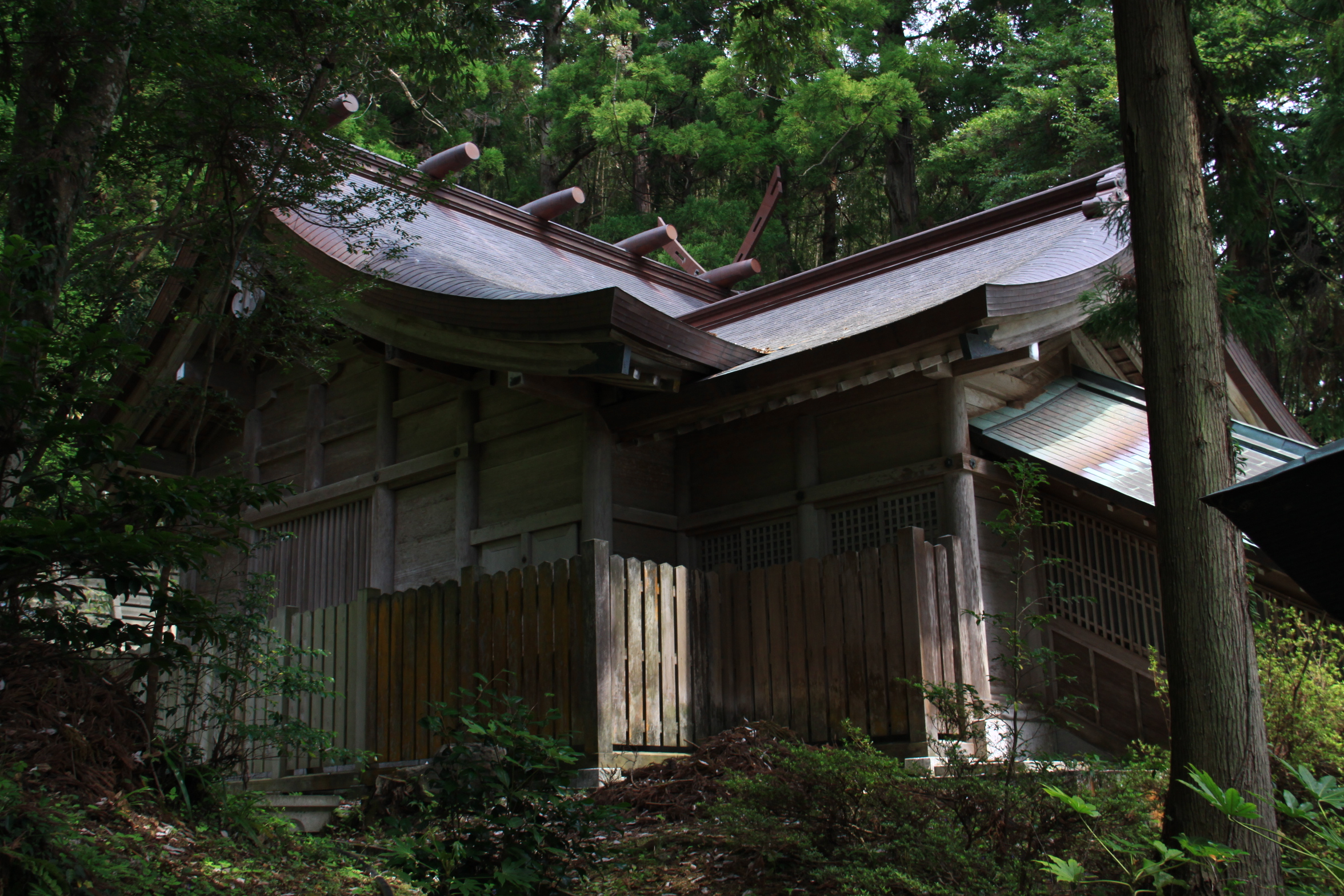
Honden.